# 75 (عدد)
75 (خمسة وسبعون) هو عدد طبيعي يلي العدد 74 ويسبق العدد 76.